# NGC 3489
NGC 3489 és una galàxia espiral barrada (SB0-a) localitzada en la direcció de la constel·lació del Lleó. Posseeix una declinació de +13° 54' 03" i una ascensió recta d'11 hores, 00 minuts i 18,4 segons.
La galàxia NGC 3489 va ser descoberta el 8 d'abril de 1784 per William Herschel.